# Santa Josefa
Santa Josefa è una municipalità di quarta classe delle Filippine, situata nella Provincia di Agusan del Sur, nella Regione di Caraga.
Santa Josefa è formata da 11 baranggay:
- Angas
- Aurora
- Awao
- Concepcion
- Pag-asa
- Patrocinio
- Poblacion
- San Jose
- Santa Isabel
- Sayon
- Tapaz